# Urrúnaga (localidad)
Urrúnaga (en euskera y oficialmente Urrunaga) es una localidad del concejo de Urrúnaga, que está situado en el municipio de Villarreal de Álava, en la provincia de Álava, País Vasco (España).

## Historia
Hacia mediados del siglo XIX, el lugar, ya por entonces perteneciente a Villarreal de Álava, tenía contabilizada una población de 316 habitantes. Aparece descrito en el decimoquinto volumen del Diccionario geográfico-estadístico-histórico de España y sus posesiones de Ultramar de Pascual Madoz con las siguientes palabras:

URRUNAGA: l. del ayunt. de Villareal, en la prov. de Alava, part. jud. de Vitoria (2 1/4 leg.), aud. terr. de Búrgos (22 1/4), c. g. de las Provincias Vascongadas, dióc. de Calahorra (20). sit. en la ribera de Sta. Marina, dominada de alturas por E. y O.; clima saludable. Tiene 60 casas; escuela concurrida por 19 niños y 6 niñas y dotada con 4 rs. diarios; igl. parr. de muy buena fáb. (San Bartolomé) servida por un beneficiado del cabildo de Villareal, de quien es aneja; una ermita dedicada tambien al mismo santo y una fuente. El térm. confina N. Villareal; E. Gojain; S. Ullibarri-Gamboa, y O. Nafarrate; comprendiendo dentro de su jurisd. un monte llamado Sarrahua, de los mas poblados y hermosos de la prov. El terreno es de regular calidad; le baña de N. á S. el r. Santa Marina, que se reunen poco antes de llegar á este pueblo los r. de Santa Engracia y Bostibayeta. caminos: locales: el correo se recibe de Villareal. prod}.: trigo, maiz, habichuela, avena y patatas; cria de ganado vacuno, caballar y lanar; caza de liebres, perdices, codornices, todas, corzos, jabalíes, lobos y zorros; pesca de anguilas, barbos, lomas y truchas. ind.: un molino harinero y una fragua de instrumentos de labranza. pobl.: 66 vec., 316 alm. riqueza y contr.: con su ayuntamiento. (V.).
(Madoz, 1849, pp. 235-236)

En 2022, tenía empadronados 105 habitantes.

## Demografía
| Gráfica de evolución demográfica de Urrúnaga entre 2000 y 2017 |
|                                                                |
| Población de derecho según los censos de población del INE.    |